# Самогубство Курта Кобейна

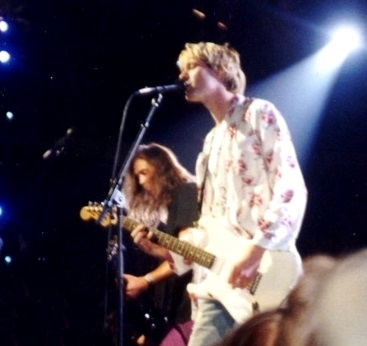
Курт Кобейн в складі «Нірвани». 1992 рік

Самогубство Курта Кобейна сталося на початку квітня 1994 року в Сіетлі. 1 квітня фронтмен рок-гурту «Нірвана» втік з лос-анджелеського реабілітаційного центру «Ексодус», де лікувався від наркозалежності, та повернувся до рідного Сіетла. Через декілька днів — приблизно 5 квітня — він покінчив життя самогубством у власному будинку, вистріливши собі в голову з рушниці. Його тіло 8 квітня випадково знайшов електрик. 
Смерть Курта Кобейна вважається одним із найвідоміших самогубств в історії. Новина про загибель музиканта обійшла перші сторінки газет у всьому світі. Основною причиною трагедії спочатку вважали нездатність Курта впоратися зі славою, але пізніше брали до уваги генетичну схильність Кобейнів до самогубства, його тривалу депресію, зловживання алкоголем і наркотиками, а також доступ до вогнепальної зброї.
Попри офіційний висновок слідства про самогубство, існують конспірологічні теорії, згідно з якими Курта Кобейна вбила його дружина Кортні Лав.

## Життєпис Курта Кобейна
Американський співак Курт Кобейн народився 1967 року в Абердині, штат Вашингтон, США. Він зростав гіперактивною дитиною, тому батьки давали йому лікарський засіб «Риталін», щоб покращити сон хлопця та допомогти йому зосередитися на навчанні. Коли Кобейну було сім років, його батьки розлучилися. Він погано сприймав розлучення та зростав «важкою» дитиною; жив то з матір'ю, то з татом, час від часу переїжджаючи до інших родичів. У підлітковому віці Кобейн захопився мистецтвом: став співати, малювати та слухати рок-музику. Коли йому виповнилося чотирнадцять років, він придбав свою першу електрогітару. Школу Кобейн так і не закінчив, почавши натомість рано працювати, хоча на жодному місці роботи не залишався надовго.
1986 року разом із бас-гітаристом Крістом Новоселічем Курт Кобейн заснував рок-гурт «Нірвана», в якому співав та грав на гітарі. Змінивши декілька барабанщиків, 1989 року гурт врешті-решт видав свій дебютний альбом Bleach на інді-лейблі Sub Pop. Через недостатню підтримку звукозаписувальної компанії та невисокі продажі альбому та синглів, 1991 року Кобейн вирішив натомість підписати контракт із мейджор-лейблом Geffen Records. Тоді ж до колективу приєднався постійний барабанщик Дейв Грол. Друга платівка «Нірвани» Nevermind, що вийшла наприкінці 1991 року та містила такі хітові сингли, як «Smells Like Teen Spirit», «Come as You Are» та «Lithium», зробила «Нірвану» всесвітньо відомою. Гурт вважали представниками «сіетлського звучання» — піджанру альтернативного року, який отримав назву «грандж».
Курт Кобейн регулярно вживав легкі наркотики, а на початку 1990-х років, щоб впоратися із шаленою популярністю гурту, захопився героїном. 1992 року він одружився зі співачкою Кортні Лав, яка невдовзі народила доньку Френсіс Бін. Подружнє життя не змінило образ життя Кобейна: він залишався наркоманом та 1993 року ледь не вмер від передозування. Музикант намагався подолати залежність та лікувався у реабілітаційному центрі, але знову повертався до вживання героїну. Після нападу на дружину його заарештували та відібрали зброю, але звинувачення в домашньому насильстві невдовзі зняли. Разом із тим, наприкінці 1993 року «Нірвана» випустила третій студійний альбом In Utero, а також відіграла акустичний концерт для музичної програми MTV Unplugged.

## Обставини смерті

### Спроба накласти на себе руки
У січні 1994 року Курт Кобейн та його дружина Кортні Лав переїхали до нового будинку в престижному районі Сіетлу. У триповерховій будівлі з п'ятьма спальнями, яка коштувала понад мільйон доларів, розмістилися подружжя, дочка Френсіс та нянь Калі. Курт проводив багато часу з музикантом Діланом Карлсоном, який постачав наркотики та ліки йому та Кортні. «Нірвана» продовжувала репетиції, але Курт часто пропускав сесії. Він не хотів виступати, відмовився від участі у фестивалі Lollapalooza, проте погодився на двомісячний тур Європою. Гурт також вирушив до студії Robert Lang Studios, де записав інструментальні партії для одинадцяти композицій, а також вокал до пісні «You Know You're Right».

Концерти по Європі розпочалися з виступу у Франції. Курт подорожував наодинці у власному автобусі та виглядав стомленим. Побачивши на концертах підлітків, які схвально кричали слово «героїн», він засмутився і вже після трьох із тридцяти восьми запланованих концертів почав говорити про скасування туру. Курт тримався кілька тижнів через велику неустойку, яку довелося б виплачувати при зриві гастролей, але після шоу в Мюнхені 1 березня все ж наказав агенту скасувати два концерти, що залишалися до перерви. Лікар підтвердив, що музиканту потрібен відпочинок, тому виступи гурту відклали до 11 березня.

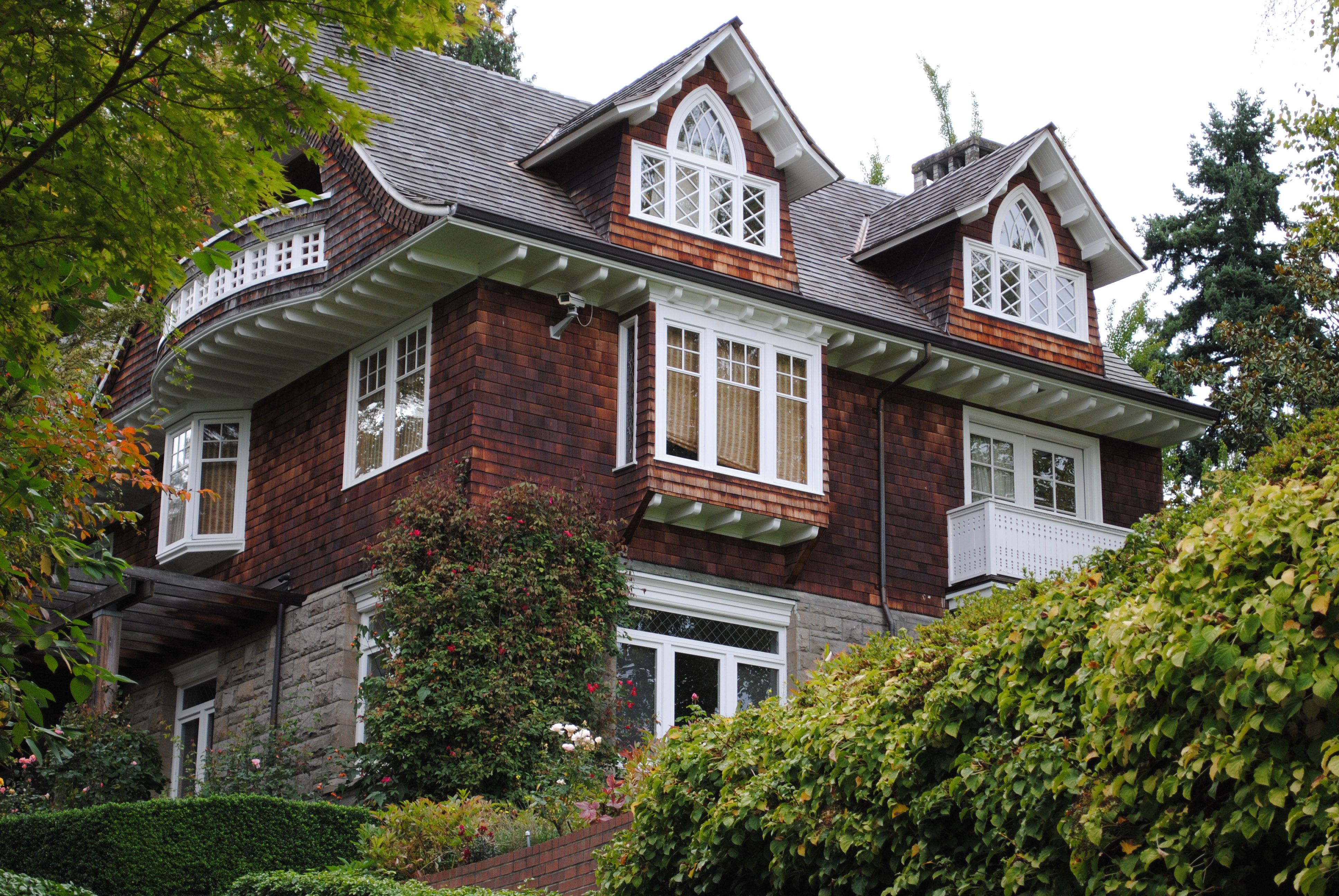
Будинок Курта Кобейна у Сіетлі на бульварі Лейк-Вашингтон

3 березня Курт зупинився в римському готелі «Ексельсіор», де зустрівся з Кортні та Френсіс, яких не бачив 26 днів. Коли вранці дружина прокинулася, то побачила чоловіка на підлозі: з носа в нього текла кров, в одній руці була затиснута пачка доларів, а в другій — записка. У передсмертному посланні Кобейн цитував Гамлета, який повинен обирати між життям і смертю, і звинувачував дружину у зраді з колишнім коханцем Біллі Корганом. Музиканта, який прийняв смертельну дозу снодійного, доставили до поліклініки, зробили йому промивання шлунка, і в нього відновився пульс. Надвечір Курт став проявляти ознаки життя, а його стан стабілізувався. Лікар повідомив журналістам, що кома Кобейна була пов'язана з дією алкоголю і транквілізаторів, а не наркотиків. Згідно з офіційною заявою менеджерської компанії Gold Mountain, Курт прийняв велику дозу ліків випадково; про спробу самогубства не повідомили навіть колег Кобейна з «Нірвани». Концерти європейського туру, що залишилися, були відкладені.
Кортні сподівалася, що після інциденту в Римі Курт схаменеться і спробує відмовитися від наркотиків. Вона суворо заборонила героїн у будинку, але через це чоловік просто перестав бути вдома, зупиняючись у дешевих готелях, щоби прийняти дозу там. Знайомі помітили зміни у його поведінці та турбувалися, що через кому Кобейн міг отримати пошкодження мозку. «Він не здавався живим. Раніше він був складнішим, а після цього став чорно-білим», — згадував Ділан Карлсон. Курт відмовився від роботи у гурті та перестав відвідувати репетиції. Єдиним музичним проєктом, що його цікавив, була спільна робота з Майклом Стайпом з гурту R.E.M. В середині березня музиканти мали вирушити до студії, але в останній момент Курт відмовився.
12 березня до будинку Кобейнів приїхала поліція, відгукнувшись на анонімний дзвінок, але подружжя переконало правоохоронців, що в них була звичайна сварка. 18 березня поліція приїхала знову, тому що Курт замкнувся в кімнаті та погрожував покінчити життя самогубством; у нього вилучили всю зброю та велику кількість медичних препаратів. Курт повернувся до безладного вживання героїну з іншими наркоманами, не дбаючи про запобіжні заходи. Після чергового передозування його винесли з приміщення та залишили на задньому сидінні машини. Прокинувшись, Курт твердо вирішив припинити свої душевні та фізичні страждання, зателефонував знайомому психіатру та домовився про відновлення лікування. Він також попросив Ділана Карлсона купити йому зброю замість тієї, яку конфіскувала поліція, і той придбав для Кобейна рушницю «Ремінгтон».

### Втеча з клініки та пошуки Кобейна
У середу 30 березня 1994 року Кобейн прилетів до Лос-Анджелеса і зареєструвався в реабілітаційному центрі «Ексодус», де мав пройти чотиритижневу програму лікування. У четвер (31 березня) та п'ятницю (1 квітня) його відвідали дочка, знайомі та друзі, звернувши увагу на те, що Курт мав добрий вигляд; Кортні не рекомендували приходити до чоловіка на ранніх стадіях лікування, але вони недовго поговорили телефоном. Увечері Курт вийшов через чорний хід, переліз через двометрову стіну, вирушив до аеропорту та відлетів у Сіетл. Його сусідом по літаку був бас-гітарист Guns N' Roses Дафф Маккаган, який, як і Кобейн, летів з Лос-Анджелеса до рідного Сіетлу. Кобейн зізнався Маккагану, що залишив рехаб та вирішив «повернутися додому».
Курт Кобейн прибув додому вночі в суботу (2 квітня). Вранці він поспілкувався з нянем Калі та його подругою Джесікою Хоппер; ті змусили Кобейна зателефонувати дружині, але він не зміг до неї додзвонитися і залишив будинок на таксі. Коли Кортні Лав зателефонувала у відповідь, Калі запевнив, що не бачив музиканта, бо вважав (знаходячись під дією наркотиків), що це йому наснилося. Найімовірніше, Кобейн зупинився в одному з готелів, де жив до цього — Crest або Quest Motel. Того ж дня він вирушив у магазин зброї Seattle Guns, де купив патрони для рушниці.
У неділю (3 квітня) Курта Кобейна бачили в ресторані Cactus Restaurant; коли він намагався заплатити за вечерю, його кредитна карта не спрацювала, оскільки Кортні заблокувала її, щоб дізнатися про місцезнаходження чоловіка. Того ж дня вона зв'язалася із детективом Томом Грантом, якому доручила встановити спостереження за сіетлськими будинками друга Кобейна Ділана Карлсона та наркодилера Кейтлін Мур. Кортні очікувала, що якщо чоловік з'явиться в одному з їхніх будинків в Сіетлі або Карнейшені, то їй про це повідомлять або Калі, або сестра Кобейна Кім, тому за цими будинками спостереження встановлене не було.
В понеділок (4 квітня) Джесіка Хоппер згадала, що Кобейн був вдома в суботу, і Калі нарешті повідомив про це Кортні Лав. Співачка на той момент вже заселилася в готель в Лос-Анджелесі, намагаючись пройти детоксикацію та позбутися наркозалежності. Вона дала інтерв'ю журналісту Los Angeles Times, розказавши про новий альбом Hole Live Through This, який мав вийти за тиждень. Кортні також поспілкувалася із Діланом Карлсоном, який зізнався, що незадовго до цього придбав Кобейну рушницю. Дізнавшись про це, Кортні Лав зателефонувала в поліцію та повідомила, що «Містер Кобейн втік з лікарні в Каліфорнії, повернувся до Сіетлу, купив рушницю та може бути схильним до самогубства». Поліцейські декілька разів проїжджали повз будинок Кобейнів у Вашингтоні, але не бачили там нікого. Детективи перевірили готелі, де раніше зупинявся Кобейн, але також не знайшли його.
У вівторок (5 квітня) Кортні відправила на пошуки Кобейна Еріка Ерландсона, з яким разом грала в рок-гурті Hole. Той обшукав увесь будинок подружжя, де виявив зникнення рушниці та запасів наркотиків, але не знайшов самого Курта. У середу та четвер (6—7 квітня) вони обійшли квартири знайомих, де міг ховатися музикант, а також місцеві готелі, проте не виявили його слідів. У четвер Кортні почала стаціонарне лікування в реабілітаційному центрі «Ексодус», оскільки її спроби пройти детоксикацію в готелі провалилися.

### Самогубство
У п'ятницю (8 квітня) до будинку Кобейнів прибув електрик Гарі Сміт, щоб встановити систему безпеки. О 8 годині 40 хвилин ранку він проходив повз оранжерею, зазирнув усередину і виявив тіло, що лежало на підлозі. У його правому вусі була кров, а на грудях лежала рушниця, спрямована в підборіддя. Сміт повідомив про це в поліцію та доповів своєму роботодавцеві. Вже за двадцять хвилин в ефірі радіостанції KXRX сповістили, що в будинку Кобейнів знайдено тіло чоловіка. Батьки Кобейна почули про смерть сина по телебаченню або радіо, а Кортні Лав дізналася про трагедію в лікарні від знайомої Розмарі Керролл.
Кортні Лав вирушила з Лос-Анджелесу до Сіетлу на літаку разом із донькою, подругою Розмарі, Еріком Ерландсоном та нянею Джекі Феррі. Прибувши додому, вона побачила, що будинок оточений поліцією та журналістами. Кортні наполягла на тому, щоб їй віддали забризкане кров'ю пальто чоловіка, а потім знайшла і зберегла шматок його черепа з волоссям. Після обіду повідомили результати судмедекспертизи: було встановлено, що Курт Кобейн помер від рани, завданої пострілом у голову. Його голова була понівечена дробом. На зброї виявили нечіткі відбитки, бо рушниця випала з рук. Найімовірнішою датою смерті називалося 5 квітня (плюс-мінус 24 години), тобто його тіло було в оранжереї в той час, коли в будинку тривали пошуки. У організмі Кобейна виявили героїн та сліди транквілізаторів, концентрація яких була близька до смертельної. За словами судмедексперта Ніколаса Хартшорна, «абсолютно нічого не вказувало на те, що це було чимось іншим, ніж самогубство». Менше з тим, через величезну увагу до трагедії, офіційне розслідування тривало 40 днів, протягом яких поліцейські провели понад 200 годин, спілкуючись із рідними та друзями загиблого.

### Реакція та наслідки

Світлина із тілом Курта Кобейна, опублікована в газеті The Seattle Times

Протягом доби місцеві радіостанції сповіщали слухачів про перебіг подій. У спеціальному випуску програми MTV News обговорювалися подробиці життя Кобейна та його спадщина. У журналі Time порівняли ступінь інтересу преси щодо смерті музиканта з ажіотажем після вбивства Джона Кеннеді, провівши паралелі між ведучими Куртом Лодером та Волтером Кронкайтом. У газеті The Seattle Times спочатку обмежилися загальними фразами про виявлене невпізнане тіло; наступного дня на обкладинці суботнього номера з'явилася зроблена Томом Різом фотографія, на якій видно половину тіла Курта, що лежить на підлозі.
Після виявлення тіла Кобейна до третьої години дня записи «Нірвани» розкупили в усіх музичних магазинах Сіетлу. Альбоми гурту негайно піднялися в національному хіт-параді: In Utero з 40 тисячами проданих копій за тиждень перемістився з 72-го місця на 27-ме, Nevermind (20 тисяч копій) зі 167-го на 56-те, Incesticide повернувся до чартів на 147-му місці, а Bleach розпродали тиражем 9 тисяч екземплярів. Коли альбоми «Нірвани» зникли з продажу, інтерес слухачів перемістився на нову роботу гурту Hole — альбом Live Through This, що вийшов у вівторок після смерті Кобейна. Платівка, яку до того непогано сприйняли критики, після смерті Кобейна викликала ще більший ажіотаж, через що весь її тираж розкупили за лічені дні.
Трагічні події призвели до безпрецедентної кількості дзвінків на телефон довіри у Сіетлі. Гаряча лінія була настільки перевантажена, що абонентам доводилося чекати на відповідь до 25 хвилин. Сотні фанатів дзвонили на радіостанції та благали зізнатися, що смерть Кобейна — це лише чутки. 11 квітня 28-річний шанувальник «Нірвани» вбив себе пострілом в голову з рушниці, залишивши в передсмертній записці прямі відсилання до Кобейна. За першим «наслідуючим» самогубством пішли інші. Щоб запобігти подальшим смертям, в пресі стали з'являтися попереджувальні повідомлення.

### Прощання
Організацією прощання з Куртом Кобейном зайнялася менеджер Soundgarden і Alice in Chains Сюзан Сільвер. У неділю 10 квітня відбулася публічна церемонія у Сіетл-центрі, на яку прийшло сім тисяч людей. Кріст Новоселіч та Кортні Лав не зуміли приїхати, але записали свої повідомлення на плівку. Вдова музиканта зачитала частину передсмертної записки Курта, де той звертався до шанувальників і пояснював, що втомився бути рок-зіркою. У Церкві єдності правди пройшла приватна панахида за участю сімдесяти близьких та родичів Курта. 
Через тиждень Кортні передали урну з прахом Курта, частину якого вона поховала під вербою перед будинком. У травні Кортні вирушила до буддистського монастиря, де ченці благословили останки та використали їхню частину для створення меморіальної скульптури. Урна із залишком праху музиканта зберігалася в будинку Кобейнів до 1997 року, а після продажу будівлі Кортні забрала її з собою в новий будинок у Беверлі-Хіллз. Впродовж наступних років кілька разів пропонувалося побудувати в Абердіні пам'ятник Кобейну і розвіяти попіл біля нього або під мостом, де музикант, як вважалося, провів багато часу в юності. 31 травня 1999 року на День поминання відбулася остання служба, організована матір'ю Кобейна. Шестирічна Френсіс розвіяла частину попелу в струмку неподалік нового будинку матері Курта Венді в Олімпії у супроводі співу буддійського ченця. Залишки праху Кобейна тривалий час зберігалися в Кортні Лав, але 2008 року вона заявила, що урну з останками викрали з її будинку в Лос-Анджелесі.

## Причини смерті

### Схильність до суїциду
Смерть Курта Кобейна вважається одним із найвідоміших самогубств в історії. Новина про його загибель обійшла перші сторінки газет у всьому світі. Основною причиною трагедії спочатку вважали нездатність музиканта впоратися зі славою, але пізніше брали до уваги генетичну схильність Кобейнів до суїциду, тривалу депресію музиканта, його зловживання алкоголем і наркотиками, а також доступ до вогнепальної зброї.
В окрузі Грейс-Харбор, штат Вашингтон, де народився і виріс Кобейн, був один із найвищих показників самогубств у країні: нестабільність регіону та високий рівень безробіття сприяли депресії серед місцевих мешканців. Курт був не першим у родині Кобейнів, хто наклав на себе руки. Один з братів його діда, Ліланда Кобейна, застрелився з пістолета, коли Курту було дванадцять років, а інший брат — після смерті своєї дружини. Дідусь матері Курта, Джеймс Ірвінг, завдав собі удару ножем на очах у всієї родини, а через кілька місяців покінчив життя самогубством у психоневрологічному шпиталі. Знаючи про долю родичів, у підлітковому віці Курт жартував, що має «гени самогубця». 1982 року він зняв аматорський фільм, в якому вдавав, що різав собі вени гострими краями алюмінієвої бляшанки, і стікав фальшивою кров'ю. Його шкільний друг Джон Філдс згадував, що Курт хотів стати зіркою і померти молодим на піку слави, як Джимі Гендрікс. Коли Кобейн кинув школу і пішов з дому, думки про ранню смерть продовжували переслідувати його. На питання сусіда про те, ким він бачить себе в тридцятирічному віці, Курт незворушно відповідав, що не планує дожити до тридцяти.
Суїцидальні думки Кобейна посилилися після загострення проблем зі шлунком. «До мене відразу ж повернулася та знайома пекуча нудота, і я вирішив накласти на себе руки, щоб зупинити цей біль. Я купив зброю, але натомість вибрав наркотики», — писав він у своєму щоденнику. Його друг Джессі Рід згадував, що одним з улюблених записів Курта була відеокасета з сенатором Робертом Дуаєром, який вистрілив собі в голову в прямому ефірі. На думку письменника Чарльза Р. Кросса, посилання на самогубство містилися в більшості інтерв'ю, які музикант давав в 1993 році. Попри глибоку депресію, оточення рок-зірки не наважувалося натякнути йому на проблеми з психічним здоров'ям та необхідність лікування. Сім'я Кобейна приховувала його проблеми від оточення, тому коли Курт попросив Ділана Карлсона купити йому рушницю, це не викликало у того підозри.
У передсмертній записці Кобейн звертався до уявного друга Бодди. Він скаржився, що перестав отримувати задоволення від музики та перебування на сцені та не хотів обманювати слухачів. Музикант освідчувався в коханні дружині та дочці, але вважав, що їм буде краще без нього. На завершення він дякував усім за листи та турботу «з палаючої прірви свого шлунка, що розривається», і цитував Ніла Янга, воліючи краще «спалахнути та згоріти вщент, ніж зберегти тепло і повільно догоріти».

### Конспірологічні теорії

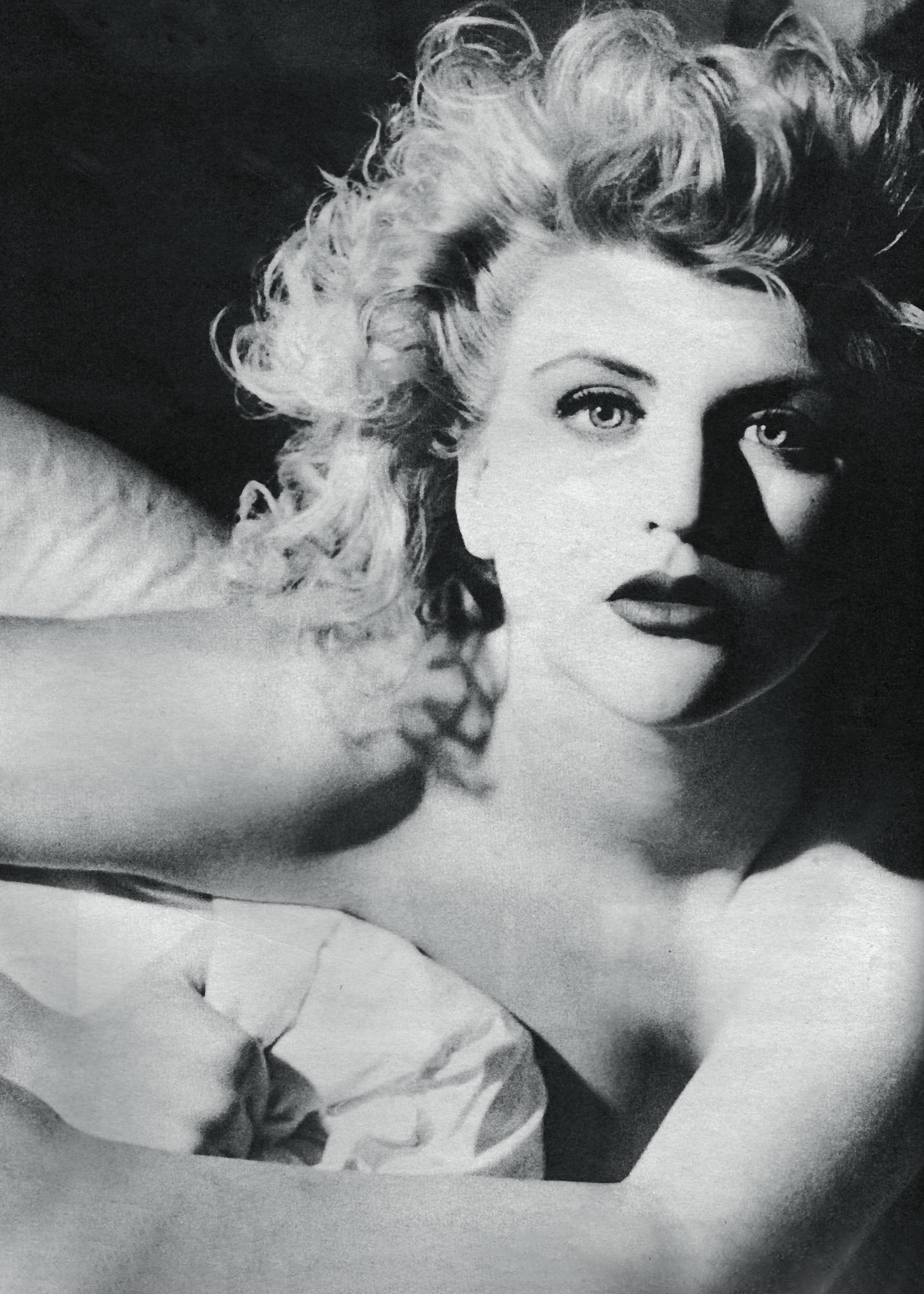
Згідно з конспірологічними теоріями, Кобейна вбила його дружина Кортні Лав.

Попри офіційний висновок криміналістів про самогубство, навколо смерті Кобейна стали з'являтися конспірологічні теорії. 1998 року вийшло журналістське розслідування Макса Уоллеса і Яна Халперіна Who Killed Kurt Cobain? (укр. Хто вбив Курта Кобейна?), в якому ставилася під сумнів робота посадових осіб, що розслідували смерть музиканта. Одним із прихильників версії вбивства Кобейна став приватний детектив Том Грант, найнятий Лав для пошуку чоловіка в березні 1994 року. Стверджувалося, що жінка заздрила успіху чоловіка та хотіла уникнути можливого розлучення. У записці Кобейна не було прямих посилань до самогубства, отже, передбачалося, що в ній Курта міг казати лише про бажання піти з музичної індустрії. Шанувальники теорії сумнівалися в тому, що музикант міг фізично натиснути на курок, прийнявши смертельну дозу героїну. 
У 2014 році Відділення поліції Сіетла повторно розглянуло справу про смерть Курта Кобейна, використавши фрагменти плівки, знятої на місці смерті одразу після виявлення тіла. В результаті підтвердилися початкові висновки про те, що Кобейн наклав на себе руки. 2021 року Федеральне бюро розслідувань опублікувало десятисторінковий документ, що містив два запити на додатковий розгляд справи, надіслані до бюро у 2003 та 2007 роках. Згідно з офіційними відповідями, розслідування вбивства входило до юрисдикції місцевих органів влади, а представлені свідчення були недостатні для втручання ФБР.

## Посмертне значення

Учасники «Клубу 27»: Браян Джонс, Джимі Гендрікс, Дженіс Джоплін, Джим Моррісон, Жан-Мішель Баскія, Курт Кобейн та Емі Вайнгаус.

### Внесок в музичну індустрію
Самогубство Курта Кобейна призвела до ідеалізації його образу в суспільстві: фронтмена «Нірвани» стали називати ідолом панк-рокового руху, геніальним музикантом та уособленням покоління X. Його смерть зробила широко відомою концепцію Клубу 27, що об'єднував відомих музикантів, які загинули у двадцять сім років при загадкових обставинах, таких як Джим Моррісон, Дженіс Джоплін, Браян Джонс та Джимі Гендрікс.
Смерть Кобейна ознаменувала собою початок занепаду ери гранджу. Музичний рух втратив лідера, який встановлював тренди та був прикладом для наслідування. На думку автора книги «Випадкова революція: Історія гранжу» Кайла Андерсона, після самогубства Кобейна вийшло лише два альбоми, що стали визначальними для жанру — Live Through This гурту Hole і Vitalogy гурту Pearl Jam. Водночас поява «Нірвани» на вершині музичних хіт-парадів відкрила дорогу до успіху іншим гуртам альтернативного року. У другій половині 1990-х років їх досягнення повторили Oasis, Radiohead, Creed, Bush та інші альт-рокові команди. Концертний альбом MTV Unplugged in New York, що вийшов після смерті Кобейна, також послужив поштовхом до відновлення інтересу до акустичної музики.
Творчість Кобейна стала невіддільною частиною світової музичної культури. На сайті Loudwire Кобейна помістили на третє місце в рейтингу найвпливовіших гранж-ікон, назвавши його внесок настільки глибоким, що період популярності гранжу збігся з часом активності самого музиканта.

### Спадщина
Після смерті Кобейна його сім'я успадкувала власність музиканта та почала отримувати регулярні відрахування від продажу альбомів «Нірвани», а також пам'ятних предметів, пов'язаних із його життям і творчістю. У 2006 Кобейн очолив список найбагатших мертвих знаменитостей, складений журналом Forbes: за рік він приніс своїм спадкоємцям близько 50 млн доларів, залишивши позаду Елвіса Преслі, Чарльза Шульца, Джона Леннона та Альберта Ейнштейна. Спочатку Кортні Лав належало близько 98 % видавничих прав гурту Курта, тоді як залишком володіли Кріст Новоселіч та Дейв Грол, але у 2006 році вона продала 25 % своєї частки колишньому генеральному директору Virgin Records Лоуренсу Местелу.
Великою популярністю на аукціонах користувалися музичні інструменти, які належали Кобейну. Його гітару Mosrite Gospel Mark IV продали у 2006 році за 131 тис. доларів, а за два роки колишній знайомий музиканта продав за 100 тис. доларів гітару Fender Mustang, розбиту Кобейном на концерті в Нью-Джерсі в 1991 році. Листівки та малюнки шкільних часів Кобейна оцінювалися у 10—15 тис. доларів. Футболку, в якій Курт відіграв останній концерт 1 березня 1994 року, продали за 8750 фунтів. Рекордну суму — 140 тис. доларів — було виручено після продажу сірого кардигана Кобейна, у який він був одягнений на шоу MTV Unplugged in New York. «Кортні навіть не могла уявити, скільки ці речі коштуватимуть сьогодні. Це ціни штибу Джона Леннона», — зізнавався розпорядник аукціону, розповідаючи про бізнес, побудований навколо пам'ятних речей Кобейна.

### Відбиток у культурі

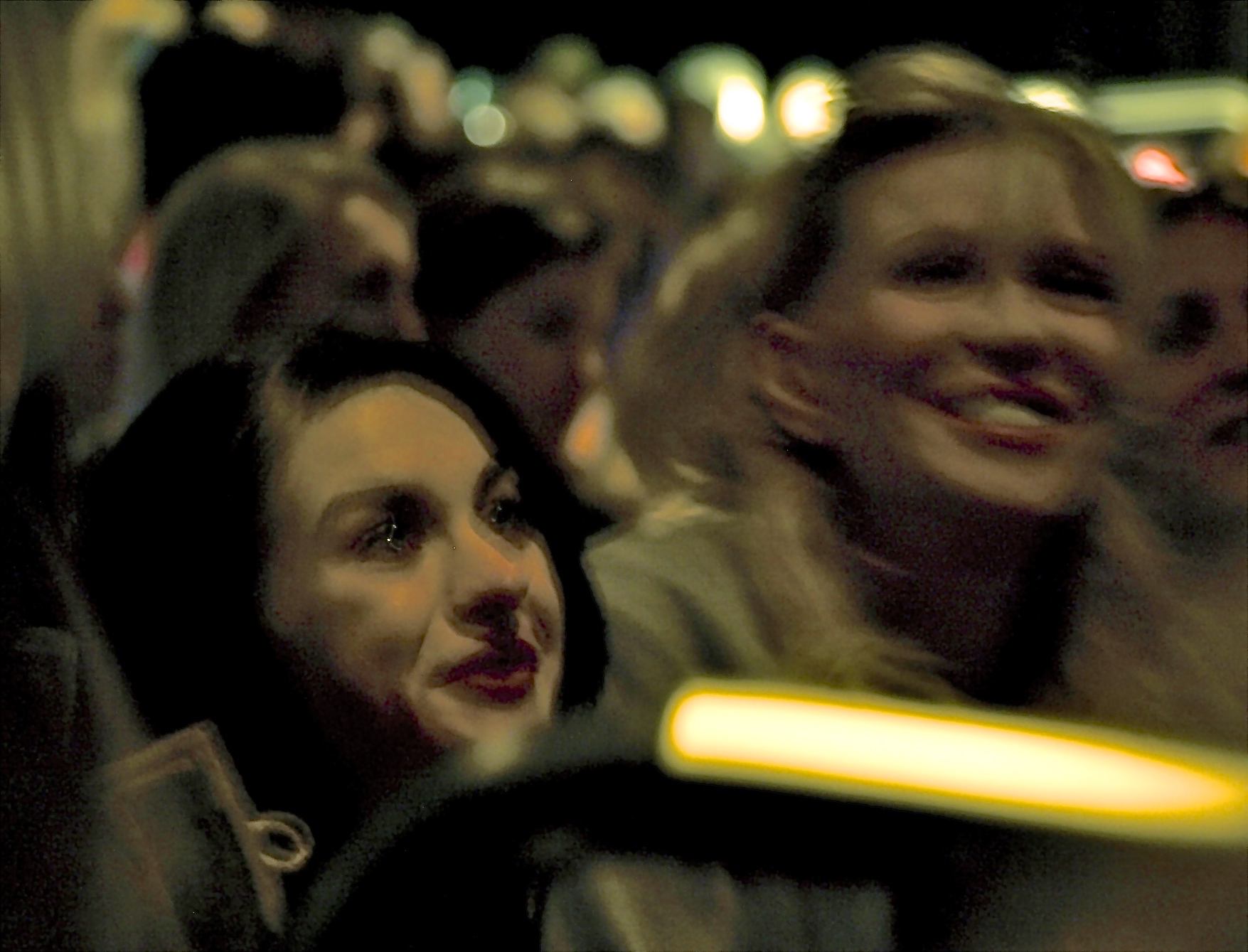
Френсіс Бін Кобейн та Кортні Лав на прем'єрі фільму «Курт Кобейн: Чортовий монтаж» у 2015 році

За життя Курта Кобейна вийшла книга Майкла Азеррада Come as You Are: The Story of Nirvana. Опублікована у 1993 році,  вона описувала подробиці життя юного Курта в Абердіні, обставини розлучення його батьків та етапи становлення майбутнього музиканта. Після смерті Кобейна книжку перевидали з додаванням розділу, що описував останній рік його життя. 2001 року вийшла книга Heavier Than Heaven, написана колишнім редактором сіетлської газети The Rocket Чарльзом Р. Кросом. Вона містила велику кількість раніше недоступної інформації, зокрема подробиці самогубств у сім'ї Кобейна, проте її розкритикували через надто суб'єктивний опис останніх годин життя музиканта. Ще однією примітною біографією музиканта стала книга менеджера «Нірвани» Денні Голдберга Serving the Servant: Remembering Kurt Cobain, що вийшла у 2019 році та була присвячена 25-річчю від дня смерті Кобейна. 2002 року було видано «Щоденники» Курта Кобейна, що містили впорядковані в хронологічному порядку особисті матеріали музиканта. Вони охоплюють період з 1988 по 1994 роки та, зокрема, включають витримки з щоденника, тексти пісень, листи та малюнки. 2004 року вийшла книга авторів розслідування 1998 року, журналістів Макса Уоллеса і Яна Халперіна, Love & Death: The Murder of Kurt Cobain (укр. Кохання та смерть. Вбивство Курта Кобейна), в якій вони викладали теорію про вбивство Кобейна його дружиною Кортні Лав.
Життю та спадщині Курта Кобейна присвячено кілька документальних фільмів. 1998 року вийшла стрічка «Курт та Кортні», знята британським режисером Ніком Брумфілдом. Фільм являє собою розслідування сумнівних обставин загибелі музиканта та показує, як смертю Кобейна у власних цілях скористалися його близькі. 2006 року побачив світ документальний фільм «Курт Кобейн: Про сина», що містив фрагменти аудіозаписів інтерв'ю Кобейна, зроблених Майком Азеррадом, які раніше не видавалися, і види міст, з якими було пов'язане життя Кобейна: Абердіна, Сіетла та Олімпії. Френсіс Кобейн і Кортні Лав також взяли участь у зніманні фільму «Курт Кобейн: Клятий монтаж», який прем'єра якого відбулася на телеканалі HBO у 2015 році. 1998 року вийшла малобюджетна картина «Всенічна», героями якої стали молоді фанати «Нірвани», що прямують на похорон Кобейна з Летбріджа в Сіетл. Смерть музиканта також лягла в основу мелодрами «Мій хлопчик», знятої у 2002 році за мотивами однойменного бестселера Ніка Хорнбі. 2006 року Гас Ван Сент випустив фільм «Останні дні», що описує останні дні життя рок-музиканта Блейка, який нагадує Курта Кобейна. Режисер розповідав, що фільм не претендував на документальність, а був реакцією на спекуляції довкола смерті Кобейна.

### Пам'ятники на батьківщині музиканта

Меморіал на честь Курта Кобейна в Абердіні

Після смерті Кобейна його шанувальники почали залишати повідомлення та пам'ятні знаки в сіетлському Віретта-Парку, розташованому неподалік будинку, де вмер музикант. Згодом парк і кілька лавок, на яких, за чутками, любив сидіти Кобейн, стали місцем постійного паломництва його фанатів. 2014 року ці лави, прикрашені іменами, цитатами та текстами пісень «Нірвани», продали на аукціоні. Замість них встановили дві нові, біля яких у день смерті Кобейна щороку збираються його фанати. Не меншу популярність має будинок Кобейна на бульварі Лейк-Вашингтон, де він жив чотири місяці незадовго до смерті. Оранжерею, в якій знайшли тіло Кобейна, знесла Кортні Лав, а сам будинок вдова музиканта продала за 2,9 млн доларів.
У рідному Абердині знаходиться кілька визначних пам'яток, пов'язаних із життям та смертю Кобейна. На в'їзді до міста встановлено табличку «Come As You Are» (укр. Приходь таким, яким ти є), що відсилає до однієї з найвідоміших пісень «Нірвани». На березі річки Уїшки розташований Меморіальний парк Курта Кобейна із меморіальною дошкою, кількома графіті та гранітною стелою з цитатами Кобейна. Також пропонувалося перейменувати абердинський міст Young Street Bridge на «Міст Курта Кобейна», але пропозицію відхилила міська рада. 5 квітня 2011 року в Абердині відкрили пам'ятник на честь Кобейна, що є збільшеною бетонною копією гітари музиканта, над якою «майорить» бронзова стрічка з рядками з пісні «On a Plain». У місті також є аналог голлівудської Алеї слави, що містить зірку з ім'ям Курта Кобейна. 2014 року в Абердіні був заснований День Курта Кобейна, що відзначається 20 лютого, в день народження музиканта, а в історичному центрі міста відкрили ще один пам'ятник Кобейну, що зображає Курта, який плаче та грає на акустичній гітарі. 2021 року будинок в Абердіні, в якому Кобейн жив з 1968 до 1984 року, було визнано пам'яткою культури. Власник будівлі оголосив про те, що планує закінчити його реставрацію та проводити в ньому приватні екскурсії.